# Heteropsammia moretonensis
Heteropsammia moretonensis is een rifkoralensoort uit de familie van de Dendrophylliidae. De wetenschappelijke naam van de soort is voor het eerst geldig gepubliceerd in 1964 door Wells.